# Bobří války

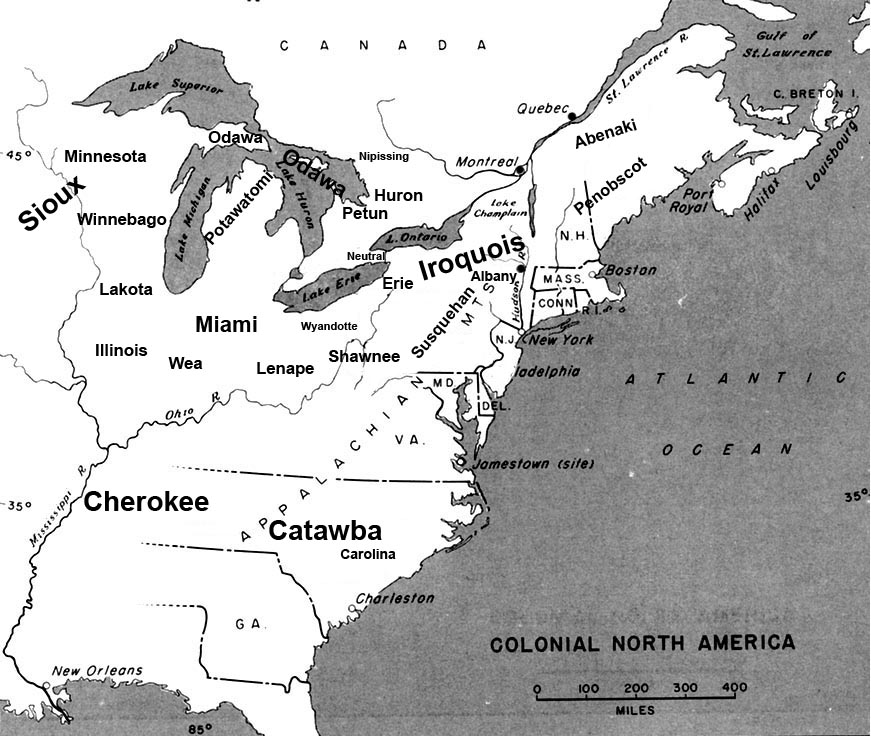
Severovýchod Severní Ameriky přibližně v roce 1648

Bobří války (anglicky Beaver Wars), též známé jako irokézské války nebo války francouzsko-irokézské, byly sériemi konfliktů, které se odehrály v letech 1609–1701 na severovýchodě Severní Ameriky. Irokézové, vyzbrojeni jejich obchodními partnery Nizozemci a Angličany, napadali sousední kmeny. Jedním z důvodů mohla být snaha ovládnout obchod s kožešinami (především bobřími) a tím ovlivňovat vztahy mezi Evropany a jinými kmeny z oblasti Velkých jezer. Konflikty byly vedeny především proti kmenům z oblasti Velkých jezer, zvláště proti irokézsky hovořícím Huronům, Petunům, Neutrálům, Eriům a Susquehannockům a dále proti algonkinským kmenům jako například Algonkinům, Mohykánům, Ottawům, Miamiům, Illinoiům, Odžibvejům a dalším. Jelikož většina těchto kmenů byla spojenci Francouzů, dostali se Irokézové do konfliktu rovněž s Novou Francií. V bojích měli nejprve mírnou převahu indiánští spojenci Francouzů, ale mezi lety 1648–1656 zasadili bojovníci Irokézů svým nepřátelům několik zničujících úderů, po nichž načas zcela ovládli východní oblast Velkých jezer. Koncem 17. století ale získala Nová Francie a její indiánští spojenci vojenskou převahu. Irokézové v roce 1701 smluvně uznali svou neutralitu. S jezerními kmeny a Francouzi od té doby až do sedmileté války téměř nebojovali a zaměřili se na nepřátele na jihu (Catawbové).
Války byly velmi brutální a patří k nejkrvavějším konfliktům v celé historii Severní Ameriky. Bylo zničeno či rozprášeno několik rozsáhlých kmenových svazů (Wenrové, Huroni, Petuni, Neutrálové, Eriové, Susquehannockové). Některé kmeny z východu byly donuceny stěhovat se na západ k řece Mississippi nebo migrovat v oblasti Velkých jezer či se přesunout pod ochranu Francouzů. Jiné kmeny se staly spojenci Irokézů (Mohykáni). Irokézové mezi sebe adoptovali velké množství Huronů a příslušníků jiných etnik, nicméně své počáteční vojenské úspěchy nepotvrdili skutečnou územní expanzí (stále zůstali usazeni jižně a východně od Ontarijského jezera). Irokézská i algonkinská společnost byla těmito konflikty značně narušena v důsledku etnického promíchání a všudypřítomné hrozby války. Poté, co se Irokézové stali obchodními partnery Angličanů v obchodu s kožešinami, jejich aliance byla důležitým prvkem pro další úspěšnou expanzi Angličanů. Ti využili irokézských výbojů jako požadavků pro svou další expanzi na západ a severozápad.

## Počátky
Písemné záznamy z údolí řeky sv. Vavřince se vedou od dob prvních cest Jacquese Cartiera z období kolem roku 1540. Cartier psal o svých setkáních s Indiány (Irokézy) z této oblasti, kteří jsou známí jako Stadaconové nebo Laurentianové (nebo též svatovavřinečtí Irokézové) a kteří obývali několik opevněných vesnic, včetně Stadacony a Hochelagy. Cartier si též poznamenal, že Stadaconové vedou válku s jiným kmenem, známým jako Toudamové. Ti před rokem zničili jednu z jejich opevněných vesnic, přičemž si tento konflikt vyžádal 200 obětí. Kontinentální války a politické spory odvrátily Francouze od dalších snah kolonizovat toto území na dalších pár desetiletí. Vše se změnilo začátkem 17. století, když se Francouzové vrátili do údolí sv. Vavřince. Byli velice udiveni, jelikož obě vesnice, Stadacona a Hochelaga, byly zcela zničeny neznámým nepřítelem.

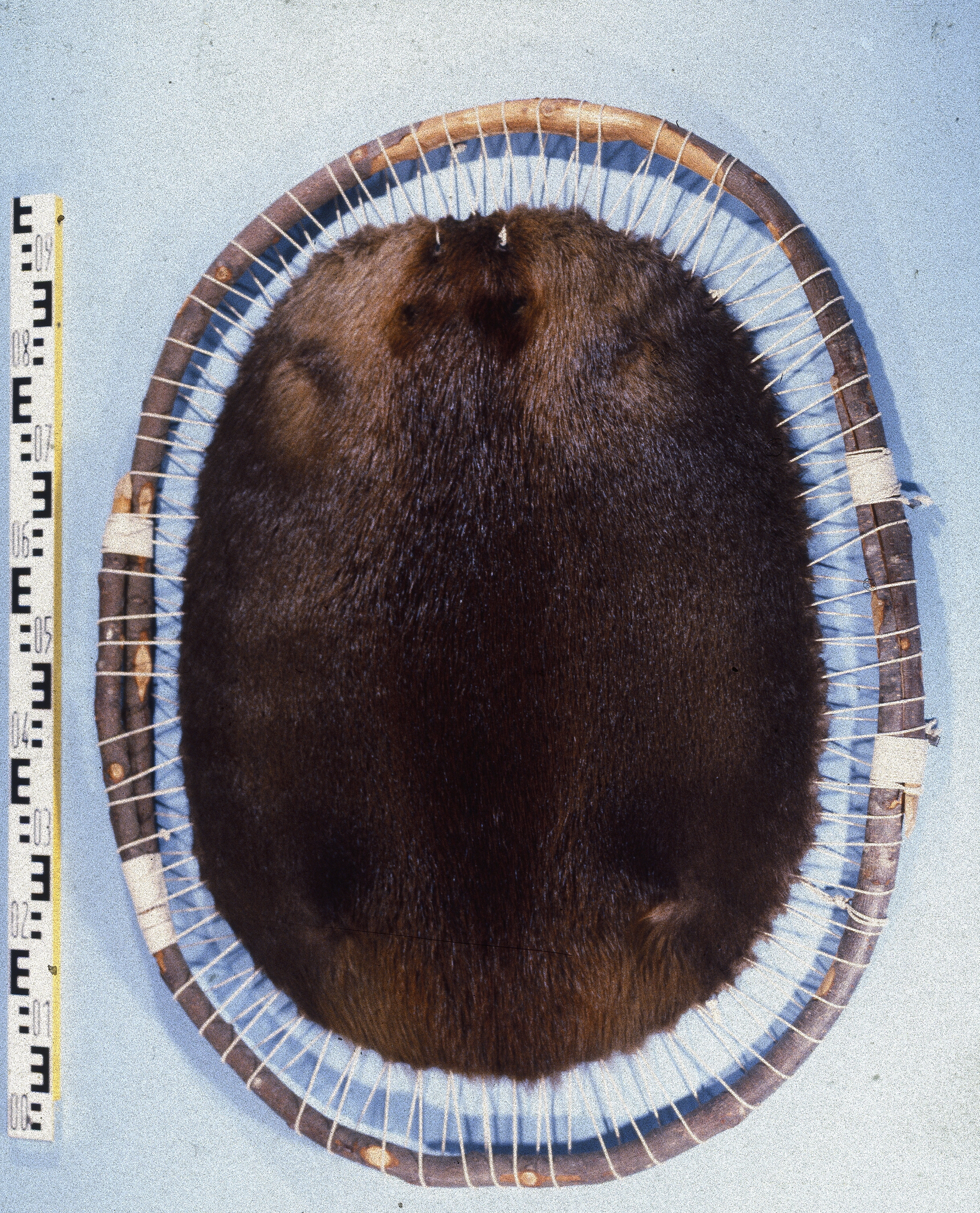
Bobří kožich

Někteří historikové tvrdí, že právě Irokézská liga zničila Stadaconu a Hochelagu, ale existuje příliš málo důkazů, které by tuto domněnku podporovaly. Je možné, že za zmizením svatovavřineckých Irokézů stojí kombinace několika faktorů - neúroda, útoky Irokézské ligy a Hurónů. Irokézská ústní tradice, zaznamenaná jezuity při jejich styky s Irokézy, mluví o vyčerpávající a dlouhotrvající válce mezi Mohawky a aliancí Susquehannocků a Algonkinů, kterou historikové datují do doby mezi roky 1580 až 1600. Když se Francouzové vrátili do údolí sv. Vavřince v roce 1601, probíhaly zde konflikty na bázi krevní msty, zisku zajatců a válečnické prestiže, které trvaly po celé generace. Když Samuel de Champlain přistál v Tadoussac, na řece sv. Vavřince, byl se svými francouzskými dobrodruhy takřka ihned požádán Montagnaisy, Algonkiny a Hurony, zda by jim pomohl v boji proti jejich nepřátelům - Irokézům.

## Situace v oblasti na začátku 17. století

### Irokézové
Irokézové obývali oblast v dnešním státě New York na jih od jezera Ontario a na západ od řeky Hudson. Toto jejich území tvořilo jakýsi etnický ostrov – ze severovýchodu, východu a jihovýchodu bylo obklopeno algonkinskými národy (včetně Šóníů na jihozápadě na území dnešního státu Ohio) - vesměs nepřátel Irokézů. Na severozápadě sídlili další nepřátelé: kmenové svazy Huronů a Petunů (Tionontati) patřící do irokézské skupiny jazyků a konfederace Neutrálů, taktéž hovořící irokézským jazykem. Tyto svazy žily na jižním pobřeží Huronského, západním pobřeží Ontarijského a severním pobřeží Erijského jezera. Dále na západ to byli Eriové sídlící jižně od stejnojmenného jezera a algonkinské kmeny z okolí Huronského, Michiganského a Hořejšího jezera. Na jihu se pak liga nacházela ve válce se Susquehannocky, dalším irokézsky hovořícím kmenem. Pokud by se sečetla bojová síla všech těchto kmenů a kmenových svazů, převyšovala by počtem svých bojovníků Irokézskou ligu mnohonásobně. Je s podivem, že Irokézové dokázali bojovat proti mnoha těchto kmenům téměř zároveň. Hlavním důvodem byl nekoordinovaný postup jejich nepřátel, dovednost Irokézů nasadit najednou velkou útočnou sílu, schopnost nelítostného postupu a rovněž tak obratné diplomatické lavírování.

### Příchod Francouzů
Již roku 1603 založil Champlain útočnou alianci proti Irokézům. Jeho počínání mělo jednoduché komerční odůvodnění: kanadští Indiáni byli francouzskými překupníky drahocenných kožešin a Irokézové těmto obchodům neustále překáželi. První boje vypukly v roce 1609 a dopadly ve prospěch Francouzů a jejich indiánských spojenců. Champlain, který památnou bitvu u jezera, jež nyní nese jeho jméno, v podstatě rozhodl, k tomu napsal: „Postupoval jsem vpřed až jsem byl asi 30 metrů od nepřátel, kteří zastavili a zírali na mě... Když jsem spatřil, že začínají napínat luky ke střelbě, zamířil jsem svou arkebuzu a vystřelil na jednoho ze tří jejich náčelníků. Dva z nich se okamžitě skáceli mrtví, třetí byl zraněn a zemřel krátce poté. Arkebuzu jsem měl nabitou 4 kulemi zároveň.“ Mohawkové se rozprchli a Algonkiné a Montagnaisové, které Francouzi doprovázeli, mohli slavit velké vítězství. Dále poznamenal: „Nepřišel jsem s jiným záměrem, než vyvolat válku.“ V roce 1610, Champlain s francouzskou posádkou pomohl Algonkinům a Huronům ubránit se velkému nájezdu Irokézů. O pět let později, v roce 1615, se Chamlain přidal k huronskému nájezdu a pomáhal v obléhání irokézské opevněné vesnice. S největší pravděpodobností se jednalo o Onondagu, vesnici ležící v dnešním státě New York. Celý útok nakonec selhal a Champlain byl poraněn.
V roce 1610, založili Nizozemci obchodní středisko na samém okraji irokézského teritoria, čímž dali Irokézům možnost obchodovat s Evropany. Ti v tom případě nepotřebovali spojenectví s okolními kmeny, které už byly spojenci Francouzů a které takto obchodovali. Nové obchodní středisko umožňovalo Irokézům obchodovat se svými kožešinami a kupovat cenné zbraně. Tímto začal rozsáhlý lov, přičemž Irokézům šlo jen o získání dalších a dalších kožešin.

### Palné zbraně
V roce 1628 Mohawkové porazili Mohykány a položili základy monopolního obchodu s kožešinami, přičemž hlavními kupci byli Nizozemci ze své pevnosti Orange, v kolonii Nové Nizozemí. Irokézové, a zvláště Mohawkové, se začali spoléhat na výměnu svého zboží kvůli nákupu střelných zbraní a dalšího evropského zboží. Hlavním účelem bylo vlastní přežití a živobytí. Kolem roku 1640 byli Irokézové plně vyzbrojeni evropskými zbraněmi, které jim dodávali Nizozemci. Začali využívat svých rostoucích odborných znalostí s palnými zbraněmi ve svůj prospěch v neustálých válkách vedených s Hurony, Algonkiny a jinými tradičními nepřáteli. Francouzi zatím zakázali dodávat svým indiánským spojencům palné zbraně. Existovaly výjimky, kdy bylo možné, aby zbraně dostali jednotlivci, kteří přešli na křesťanskou víru. I když irokézské války byly ze začátku zaměřené na jejich tradiční nepřátele (Algonkiny, Hurony, Mohykány, Montagnany apod.), aliance těchto kmenů s francouzskými kolonisty často přiváděly do krvavých a krutých sporů přímo Irokéze a evropské kolonisty.

### Ekonomické a sociální faktory
Potřeba zisku střelných zbraní měla za následek nadměrný lov a urychlené vyhubení bobří populace. Kolem roku 1640 tato zvířata nadobro zmizela z údolí Hudsonovy řeky. Někteří historikové[kdo?] tvrdí, že války byly urychleny trvalým nedostatkem bobří populace v oblastech spravovaných Irokézy v polovině 17. století. Střediska obchodu se posunula na sever do chladnějších oblastí (jih dnešní provincie Ontario), které byly spravovány Neutrály a Hurony, blízkými obchodními partnery Francouzů. Irokézové byli odsunuti jinými národy z oblasti, co se týká obchodu s kožešinami. Neustále ohrožováni nemocemi a úbytky své populace, Irokézové zahájili agresivní kampaň za účelem rozšířit svou oblast kontroly.